# Rastederberg
Rastederberg ist ein kleines Dorf im Landkreis Ammerland. Es gehört zur niedersächsischen Gemeinde Rastede.

## Geographie und Verkehr
Der Ort liegt 8 Kilometer nördlich vom Kernort Rastede entfernt auf einem Geestrücken und hat 185 Einwohner (Stand: 30. Juni 2018). Westlich verläuft die Bahnstrecke Oldenburg–Wilhelmshaven mit einem Haltepunkt im Nachbarort Jaderberg.

## Geschichte
Die Bauerschaft wurde früher einfach nur „uppn Berge“ oder „biem Berge“ genannt. Sie ist vermutlich im späten 16. Jahrhundert besiedelt worden. Ab 1590 wurde im Zuge beginnender Deichbaumaßnahmen neues fruchtbares Land erschlossen und daraufhin von Bauern besiedelt.